# Grogg (TV-serie)
Grogg var en svensk komediserie på 10 avsnitt, som sändes på SVT våren 2000. Varje avsnitt var 15 minuter långt och bestod av ett antal sketcher. Medverkande var Robert Gustafsson, Stig Grybe, Sissela Kyle, Johan Wahlström, Anna Björk, Michael Mansson m.fl.

## Källhänvisningar
1. ↑  Grogg, eftertexter.[källa från Wikidata]
2. 1 2  Grogg, eftertexter.[källa från Wikidata]
3. ↑  Svensk mediedatabas, läs online.[källa från Wikidata]